# Magdalena Cruells y Comas
Julia Cruells y Comas (Sor Magdalena) (Ayguafreda (Barcelona, 22 de febrero de 1864, - Basilé, Guinea española, 18 de septiembre de 1943) fue una misionera católica española.
Fue hija de D. Segismundo Cruells y Bruy y de Dña. María de los Dolores Comas y Vilaró, y tuvo cuatro hermanos, de quienes obtuvo el consentimiento para entrar en Religión.
El 22 de noviembre de 1888 entró en el postulantado de las Misioneras de la Inmaculada Concepción, el 25 de abril de 1889 tomó el hábito, el 15 de diciembre de 1890 realizó la primera profesión, el 16 de mayo de 1896 realizó la profesión solemne y falleció el 18 de septiembre de 1943 en Basilé con fama de santidad. Tomó el nombre de Magdalena en Religión.
Fue a las Misiones de la Guinea española en 1893 y estuvo trece años en Corisco y cuatro en Elobey, luego en Santa Isabel y Basilé. Cuántos sacrificios, molestias y privaciones suponen cincuenta años de vida misionera y en aquellos primitivos tiempos. Su primera vivienda fue la casita de nipa, primer Colegio Misión de las Madres en Santa Isabel. Y contaba nuestra buena Hermana que "en las noches de vendaval o tornado debían apuntalar la casa para evitar que se les cayese encima". Allí reinaba la santa pobreza en todo su esplendor, digna y firme base del edificio misionero que hoy contemplamos. Vivió siempre humilde y recogida y en íntima unión con Dios. Si su ángel custodio nos dictara su vida se podría formar un grueso volumen, que nos manifestaría y podríamos aprender la vida interior con toda su cohorte de virtudes escondidas en la vida ordinaria y de todos los días.

## Gran cruz de la Orden de Isabel la Católica
Un mes aproximado antes de su paso a mejor vida, le comunicó Juan Fontán y Lobé, director general de Marruecos y Colonias, y que antes había sido gobernador general de la Guinea española y gran apreciador de las Misioneras, el haberle sido otorgada la gran cruz de la Orden de Isabel la Católica, al igual que a la M. Concepción Chávarri y a la M. María Jacobé Orduna juntamente con la Orden de Carlos III a la M. General Rosario Rifá. A las Madres se les otorgaba como a beneméritas Misioneras españolas, y a Sor Magdalena en prueba de admiración por haber cumplido los cincuenta años de Colonia. Mas el Señor hizo que esta medalla honorífica otorgada a sus méritos misioneros fuese a recibirla del buen Jesús, fiel remunerador de todos los sacrificios, en la Mansión de las Eternas recompensas, el 18 del siguiente mes, septiembre de 1943.

## Fallecimiento
Eran las tres de la madrugada del dicho día 18. Mucho tiempo hacía que la Hermana estaba achacosa a causa de su avanzada edad, pero al fin se compadeció el Señor de su fiel sierva y le llamó a Sí. Dejó de existir sin congojas ni penosa agonía. Su alma se desprendió suavemente y sin esfuerzo ninguno, de aquel cuerpo, fiel compañero de sacrificios y heroísmo tan solo conocidos por Dios. Como fruto sazonado y de dulcísimo sabor divino, se desprendió del bendito árbol de la Congregación para ser presentado por la Virgen Inmaculada a la mesa celestial del Esposo Divino. 
El mismo día, por la tarde, se dispuso el entierro. Debían bajarla de Basilé a las tres para tenerla algunas horas en el hospital, donde se habían reunido todas las Hermanas posibles de las tres casas: Santa Teresita, Orfanato, Hospital. El cadáver no bajaba. ¿Qué habría pasado en Basilé? Antes de la hora señalada desfilaron ante los restos de nuestra Hermana muchos soldados, jefes y familias europeas. Un militar pidió permiso para besarle los pies, y como le fuera concedido todos los demás le imitaron, arrodillándose a rezar primero e imprimiendo luego el devoto beso. Los coches militares eran los encargados de trasladar las niñas, las misioneras y el féretro al hospital. Subieron dos coches y bajaron las niñas con sus profesoras. Los jefes no permitieron a nadie coger el ataúd, sino que ellos mismos lo llevaron en hombros hasta el coche previamente preparado. En el mismo subió el Rdo. Padre y los monaguillos con la Cruz parroquial. Abrieron la marcha las niñas del Colegio de Santa Teresita, seguían el Orfanato y el Colegio de Basilé. Presidían el duelo las Rdas. Madres, varias Oblatas de María Inmaculada, señoras, médicos y practicantes del Servicio Sanitario Colonial. Todo el trayecto el Rdo. Padre y los monaguillos con la Cruz parroquial. Abrieron penitenciales. Al llegar a la catedral salió la Cruz y el Clero y se alzó la Cruz de Basilé. En el sitio de costumbre se despidió el duelo, pasando los señores todos delante de las Madres para testimoniarles su condolencia. Las Hermanas, Oblatas y niñas fueron acompañando el coche mortuorio en orden procesional hasta el cementerio. Allí estaban el Rdo. P. Administrador y dos Hermanos que habían preparado el enterramiento. Colocaron el ataúd y ofrecieron la pala a la Rda. M. Visitadora, que echó la tierra la primera; siguió el párroco, luego el jefe militar que representaba al Excmo. Sr. Gobernador, quien cogió con la mano un puñado de tierra, que después de besarle la arrojó a la fosa.